# Noch tausend Worte
Noch tausend Worte (Originaltitel: A Thousand Words) ist eine US-amerikanische Filmkomödie des Regisseurs Brian Robbins aus dem Jahr 2012. Die Hauptrolle spielt Eddie Murphy. Noch tausend Worte wurde bereits im Jahr 2008 fertiggestellt, aber vom Verleih erst 2012 in die Kinos gebracht.

## Handlung
Jack McCall ist ein erfolgreicher Literaturagent. Er erschummelt sich diverse Dinge im Privat- und Berufsleben, indem er die Menschen anlügt und drangsaliert. Als nächsten geschäftlichen Coup plant er, das Buch des erfolgreichen New-Age-Gurus Dr. Sinja zu verkaufen. Diesem flunkert er vor, er habe sein Buch gelesen und sei begeistert. Daraufhin verspricht er dem widerstrebenden Sinja, das Buch in dessen Sinn zu vermarkten. Um seinen Erfolg zu feiern, fährt er zu seiner dementen Mutter, die ihn allerdings für seinen Vater Raymond hält, der die Familie verlassen hatte, als Jack klein war. Auch zu Hause warten Probleme auf ihn, da seine Frau unbedingt aus seinem Haus ausziehen will, weil sie es für nicht kindgerecht hält.
Währenddessen wird das Haus von einem vermeintlichen Erdbeben heimgesucht, aber Jack stellt fest, dass in seinem Garten ein Baum gewachsen ist, den er zuvor bei Dr. Sinja gesehen hatte. Er stellt den Guru zur Rede, und dieser teilt ihm mit, dass er jetzt mit dem Baum verbunden sei und dieser für jedes von Jack gesprochene Wort ein Blatt verliere. Wenn der Baum alle Blätter verloren habe, müsse Jack sterben. Um ihn zu unterstützen, reist der Guru nach Bolivien, wo er sich mit Gleichgesinnten trifft, und verspricht, auch Jacks Baum anzusprechen. Dass Jack jetzt mit Worten geizen muss, kommt natürlich seiner brüchigen Ehe und seinen Geschäftsbemühungen nicht zugute. Wie sich herausstellt, hat Dr. Sinjas Buch nämlich nur fünf Seiten, was es zusätzlich erschwert, es zu verkaufen. Obendrein nutzt sein von ihm gedemütigter Assistent Aaron die Situation aus und ruiniert ein Geschäftsgespräch.
Von seiner Reise zurückgekehrt, rät Dr. Sinja Jack, der inzwischen von seiner Chefin gefeuert worden ist, seine Angelegenheiten in Ordnung zu bringen. Dies beherzigt Jack dann auch und macht allen von ihm zurückgewiesenen Personen eine Freude. Auch für seine Mutter gibt er sich als Raymond aus, und sie rät ihm, dass er seine innere Wut besiegen müsse und Raymond vergeben solle. Nach einem Besuch bei seiner Frau und seinem Sohn sagt er ihnen in vier Worten, wie sehr er sie liebe, und fährt schließlich zum Grab seines Vaters. Hier braucht er seine letzten drei Worte dafür auf, ihm zu sagen, dass er ihm vergibt. Dann fällt er in Ohnmacht, kann aber weiterleben, da dem Baum neue Blätter und sogar Blüten gewachsen sind.
Über seine Erfahrungen schreibt er ein Buch namens „A Thousand Words“, das er seinen Assistenten verkaufen lässt, der seinen Job als Literaturagent übernommen hat. Für sich und seine Familie hat er auch das Haus gekauft, das sich seine Frau gewünscht hatte, und sogar den Baum in dessen Garten umsetzen lassen.

## Hintergrund

### Produktion
Der Film wurde bereits 2008 gedreht, kam aber erst 2012 in die weltweiten Kinos. Die Szenen in Jacks Haus wurden in Bel Air gedreht. Ebenso dienten weitere Teile Los Angeles’ als Drehort.

### Veröffentlichung
Der Film startete am 9. März 2012 in den US-amerikanischen Kinos, in Deutschland kam er am 21. Juni 2012 in die Kinos. In einigen Ländern schaffte es der Film nur zu einer Direct-to-DVD Veröffentlichung. In den Kinos spielte er bei einem Produktionsbudget von 40 Millionen US-Dollar weltweit lediglich 20,5 Millionen US-Dollar wieder ein.

## Kritiken
Der Film erhielt ausschließlich negative Kritiken und erhielt auf der Kritik-Seite Rotten Tomatoes eine Wertung von 0 % nach dem Auszählen von insgesamt 54 Kritiken und hält damit einen Negativrekord.

„Dümmliche Komödie, deren Handlung den Komiker Eddie Murphy in eine pantomimische Rolle nötigt, der er nicht gewachsen ist. Ärgerlich sind dabei vor allem die krude Esoterik und die Brüche in der Erzähllogik.“

„Die Läuterung des Schnatterers mag man als unvermeidlich hinnehmen, aber den Weg dahin könnte man lustig gestalten. Robbins und Murphy schaffen es, so uninspiriert albern zu bleiben, dass man nach einer halben Stunde gerne mit dem Laubgebläse auf die Leinwand steigen und die Sache beschleunigen möchte.“

„Gut, Murphy zieht aus der Not heraus in Sachen Grimassenschneiden mit Jim Carrey gleich. Wenn er Telefongespräche mit Hilfe sprechender Spielfiguren führt, ist das nett anzusehen. Aber auf Dauer wirkt es zäh, als hätten sich Drehbuchautor Steve Koren und Regisseur Brian Robbins (‚Smallville‘) von Gag zu Gag hangeln müssen. Mal scheint der Film einen ernsthaften Ansatz zu haben, nutzt aber die Holzhammer-Methode, um dem Publikum die Redensart ‚Reden ist Silber, Schweigen ist Gold‘ näher zu bringen. Dann wieder versucht ‚Noch tausend Worte‘ komisch zu sein. Letztendlich funktioniert keine der beiden Ideen.“

## Synchronisation
Die Synchronisation produzierte Interopa Film, während Jan Odle das Dialogbuch schrieb und für die Dialogregie verantwortlich war.
| Rolle            | Darsteller       | Synchronsprecher   |
| ---------------- | ---------------- | ------------------ |
| Jack McCall      | Eddie Murphy     | Dennis Schmidt-Foß |
| Caroline McCall  | Kerry Washington | Vera Teltz         |
| Aaron Wiseberger | Clark Duke       | Hannes Maurer      |
| Dr. Sinja        | Cliff Curtis     | Jan Odle           |
| Samantha Davis   | Allison Janney   | Karin Buchholz     |
| Annie McCall     | Ruby Dee         | Gisela Fritsch     |

## Auszeichnungen
Goldene Himbeere 2013
- Nominierung in der Kategorie „Schlechtester Film“
- Nominierung in der Kategorie „Schlechtester Schauspieler“ für Eddie Murphy
- Nominierung in der Kategorie „Schlechtestes Drehbuch“ für Steve Koren